# Johann Samuel Ungnad
Johann Samuel Ungnad (ur. 1710, zm. 1779) - pruski prawnik i urzędnik, w latach 1751–1779 burmistrz Frankfurtu nad Odrą. Najdłużej urzędujący gospodarz tego miasta w historii. Do jego rekordu zbliżył się jedynie nadburmistrz Fritz Krause, kierujący Frankurtem nad Odrą w latach 1965–1990.
Podczas jego urzędowania na przedpolach prawobrzeżnego Frankfurtu nad Odrą rozegrała się jedna z najważniejszych bitew okresu wojny siedmioletniej, czyli bitwa pod Kunowicami (1759).